# Copa del Mundo de Natación FINA

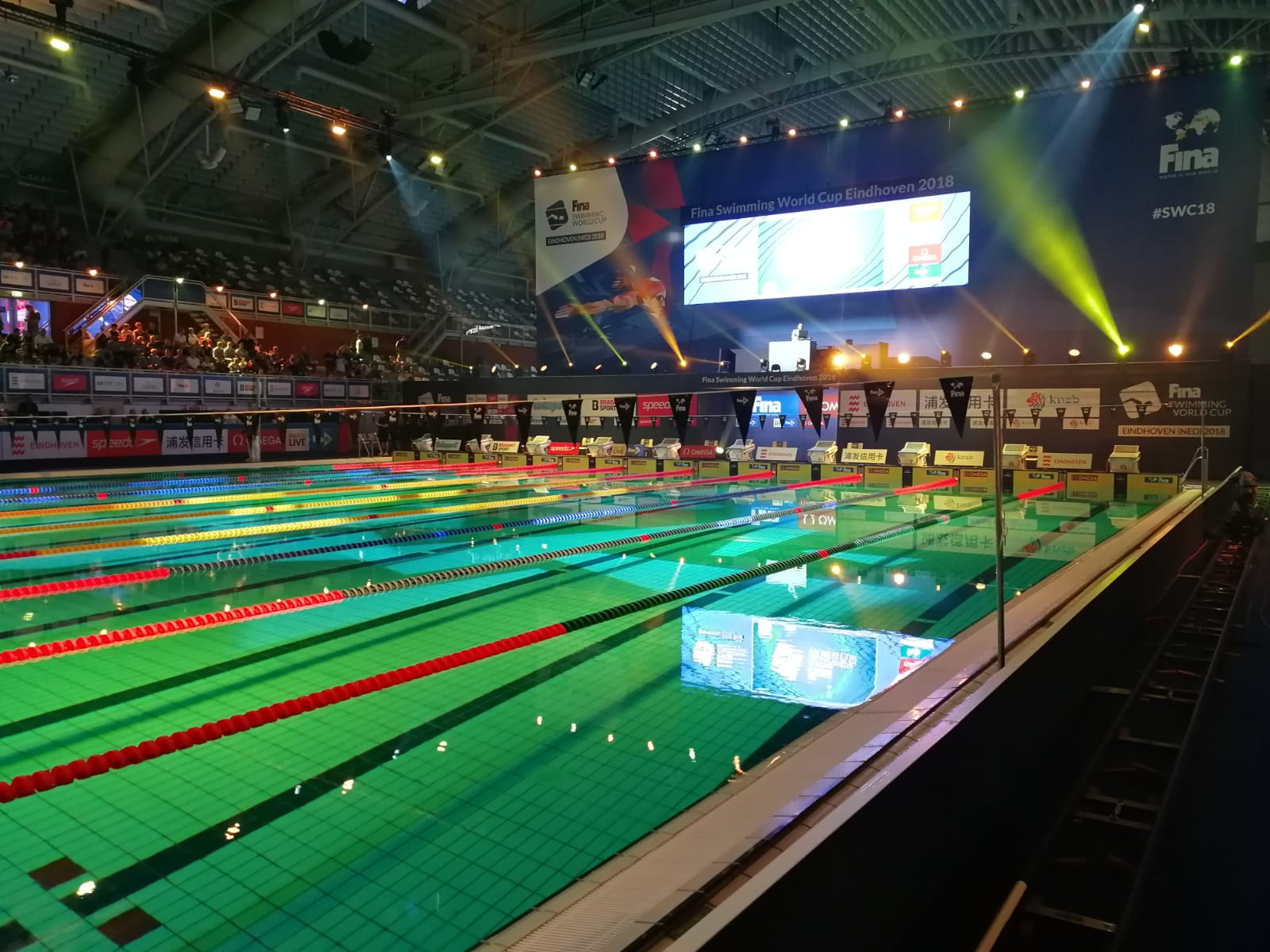
La sede de la Copa del Mundo de Natación FINA en Eindhoven antes del inicio del evento.

La Copa del Mundo de Natación FINA es un circuito internacional de natación en piscina corta organizado por FINA, la Federación Internacional de Natación. Creada en 1988, la Copa del Mundo de Natación FINA reúne a nadadores de clase mundial en un evento de dos días cada año, entre agosto y noviembre. El circuito incluye nueve etapas en diferentes áreas geográficas (Oriente Medio, Europa y Asia) y distribuye premios en metálico por un total de 2.5 millones de dólares.
Actualmente el primer, segundo y tercer puesto de la clasificación general reciben premios monetarios. A partir de septiembre de 2017, los premios monetarios de las series masculina y femenina se distribuyen de la siguiente manera: 150.000 dólares para el primer lugar, 100.000 dólares para el segundo lugar y 50.000 dólares para el tercer lugar.

## Eventos
Las pruebas son las mismas en todas las etapas, pero el orden puede variar. Todas las pruebas incluyen series y finales, con la excepción de los 800m y 1500m libres, que se nadan solo una vez. Las competiciones se realizan durante dos días, con eliminatorias por la mañana y finales por la tarde. Una excepción notable a este estilo son los eventos celebrados en Brasil, donde las eliminatorias han sido por la tarde y las finales por la mañana siguiente (el evento, por lo tanto, dura tres días).
La mayoría de los años, las carreras se realizan en piscinas de 25m; con la excepción reciente en la temporada previa a un año olímpico, donde las pruebas se realizan en una piscina de 50m.
Pruebas del circuito actual (todas en piscina corta):
- Libre: 50, 100, 200, 400, 800 (sólo mujeres) y 1500 (sólo hombres).
- Espalda: 50, 100 y 200.
- Brazo: 50, 100 y 200.
- Mariposa: 50, 100 y 200.
- Estilos: 100, 200 y 400.
- Relevos: 4 × 50 m mixto libre, 4 × 50 m mixto estilos, 4 × 100 m mixto libre, 4 × 100 m mixto estilos.[3]

## Ganadores
| Temporada | Temporada                 | Nombre                    | País                      |
| 1988–89   |                           |                           |                           |
| --------- | ------------------------- | ------------------------- | ------------------------- |
| 1988–89   | hombre                    | Ganadores en seis pruebas | Ganadores en seis pruebas |
| 1988–89   | mujer                     | Ganadores en seis pruebas | Ganadores en seis pruebas |
| 1989–90   |                           |                           |                           |
| hombre    | Ganadores en seis pruebas | Ganadores en seis pruebas |                           |
| mujer     | Ganadores en seis pruebas | Ganadores en seis pruebas |                           |
| 1991      |                           |                           |                           |
| hombre    | Ganadores en seis pruebas | Ganadores en seis pruebas |                           |
| mujer     | Ganadores en seis pruebas | Ganadores en seis pruebas |                           |
| 1991–92   |                           |                           |                           |
| hombre    | Ganadores en seis pruebas | Ganadores en seis pruebas |                           |
| mujer     | Ganadores en seis pruebas | Ganadores en seis pruebas |                           |
| 1993      |                           |                           |                           |
| hombre    | Ganadores en seis pruebas | Ganadores en seis pruebas |                           |
| mujer     | Ganadores en seis pruebas | Ganadores en seis pruebas |                           |
| 1994      |                           |                           |                           |
| hombre    | Ganadores en seis pruebas | Ganadores en seis pruebas |                           |
| mujer     | Ganadores en seis pruebas | Ganadores en seis pruebas |                           |
| 1995      |                           |                           |                           |
| hombre    | Ganadores en seis pruebas | Ganadores en seis pruebas |                           |
| mujer     | Ganadores en seis pruebas | Ganadores en seis pruebas |                           |
| 1996      |                           |                           |                           |
| hombre    | Ganadores en seis pruebas | Ganadores en seis pruebas |                           |
| mujer     | Ganadores en seis pruebas | Ganadores en seis pruebas |                           |
| 1997      |                           |                           |                           |
| hombre    | Ganadores en seis pruebas | Ganadores en seis pruebas |                           |
| mujer     | Ganadores en seis pruebas | Ganadores en seis pruebas |                           |
| 1998      |                           |                           |                           |
| hombre    | Ganadores en seis pruebas | Ganadores en seis pruebas |                           |
| mujer     | Ganadores en seis pruebas | Ganadores en seis pruebas |                           |
| 1998–99   |                           |                           |                           |
| hombre    | Ganadores en seis pruebas | Ganadores en seis pruebas |                           |
| mujer     | Ganadores en seis pruebas | Ganadores en seis pruebas |                           |
| 1999–2000 |                           |                           |                           |
| hombre    | Ganadores en 17 pruebas   | Ganadores en 17 pruebas   |                           |
| mujer     | Ganadores en 17 pruebas   | Ganadores en 17 pruebas   |                           |
| 2000–01   |                           |                           |                           |
| hombre    | Ganadores en 13 pruebas   | Ganadores en 13 pruebas   |                           |
| mujer     | Ganadores en 11 pruebas   | Ganadores en 11 pruebas   |                           |
| 2001–02   |                           |                           |                           |
| hombre    | Ed Moses                  | Estados Unidos            |                           |
| mujer     | Martina Moravcová         | Eslovaquia                |                           |
| 2002–03   |                           |                           |                           |
| hombre    | Thomas Rupprath           | Alemania                  |                           |
| mujer     | Alison Sheppard           | Reino Unido               |                           |
| 2003–04   |                           |                           |                           |
| hombre    | Ed Moses (2)              | Estados Unidos            |                           |
| mujer     | Martina Moravcová (2)     | Eslovaquia (2)            |                           |
| 2004–05   |                           |                           |                           |
| hombre    | Ryk Neethling             | Sudáfrica                 |                           |
| mujer     | Anna-Karin Kammerling     | Suecia                    |                           |
| 2005–06   |                           |                           |                           |
| hombre    | Ryk Neethling (2)         | Sudáfrica                 |                           |
| mujer     | Therese Alshammar         | Suecia                    |                           |
| 2007      |                           |                           |                           |
| hombre    | Randall Bal               | Estados Unidos            |                           |
| mujer     | Therese Alshammar         | Suecia                    |                           |
| 2008      |                           |                           |                           |
| hombre    | Cameron van der Burgh     | Sudáfrica                 |                           |
| mujer     | Marieke Guehrer           | Australia                 |                           |
| 2009      |                           |                           |                           |
| hombre    | Cameron van der Burgh     | Sudáfrica                 |                           |
| mujer     | Jessica Hardy             | Estados Unidos            |                           |
| 2010      |                           |                           |                           |
| hombre    | Thiago Pereira            | Brasil                    |                           |
| mujer     | Therese Alshammar         | Suecia                    |                           |
| 2011      |                           |                           |                           |
| hombre    | Chad le Clos              | Sudáfrica                 |                           |
| mujer     | Therese Alshammar (4)     | Suecia                    |                           |
| 2012      |                           |                           |                           |
| hombre    | Kenneth To                | Australia                 |                           |
| mujer     | Katinka Hosszú            | Hungría                   |                           |
| 2013      |                           |                           |                           |
| hombre    | Chad le Clos              | Sudáfrica                 |                           |
| mujer     | Katinka Hosszú            | Hungría                   |                           |
| 2014      |                           |                           |                           |
| hombre    | Chad le Clos              | Sudáfrica                 |                           |
| mujer     | Katinka Hosszú            | Hungría                   |                           |
| 2015      |                           |                           |                           |
| hombre    | Cameron van der Burgh (3) | Sudáfrica                 |                           |
| mujer     | Katinka Hosszú            | Hungría                   |                           |
| 2016      |                           |                           |                           |
| hombre    | Vladimir Morozov          | Rusia                     |                           |
| mujer     | Katinka Hosszú (5)        | Hungría (5)               |                           |
| 2017      |                           |                           |                           |
| hombre    | Chad le Clos (4)          | Sudáfrica                 |                           |
| mujer     | Sarah Sjöström            | Suecia                    |                           |
| 2018      |                           |                           |                           |
| hombre    | Vladimir Morozov          | Rusia                     |                           |
| mujer     | Sarah Sjöström (2)        | Suecia (7)                |                           |
| 2019      |                           |                           |                           |
| hombre    | Vladimir Morozov (3)      | Rusia (3)                 |                           |
| mujer     | Cate Campbell             | Australia                 |                           |
| 2021      |                           |                           |                           |
| hombre    | Matthew Sates             | Sudáfrica (10)            |                           |
| mujer     | Emma McKeon               | Australia                 |                           |
| 2022      |                           |                           |                           |
| hombre    | Dylan Carter              | Trinidad y Tobago         |                           |
| mujer     | Beata Nelson              | Estados Unidos (5)        |                           |
| 2023      |                           |                           |                           |
| hombre    | Qin Haiyang               | China                     |                           |
| mujer     | Kaylee McKeown            | Australia (5)             |                           |

## Nadadores con mayor número de victorias
Actualizado al 5 noviembre 2021
- nadadores activos*
- r = relevos

| N.º | Hombres               | País           | Victorias     | Mujeres               | País       | Victorias    |
| --- | --------------------- | -------------- | ------------- | --------------------- | ---------- | ------------ |
| 1   | Chad le Clos          | Sudáfrica      | 146 *         | Katinka Hosszú        | Hungría    | 305 + 3(r) * |
| 2   | Vladímir Morózov      | Rusia          | 109 + 14(r) * | Martina Moravcová     | Eslovaquia | 105          |
| 3   | Roland Schoeman       | Sudáfrica      | 64            | Therese Alshammar     | Suecia     | 93           |
| 4   | Cameron van der Burgh | Sudáfrica      | 59            | Alia Atkinson         | Jamaica    | 73 *         |
| 5   | Daiya Seto            | Japón          | 55 *          | Sarah Sjöström        | Suecia     | 72 *         |
| 6   | Randall Bal           | Estados Unidos | 54            | Yana Klochkova        | Ucrania    | 60           |
| 7   | Mark Foster           | Reino Unido    | 53            | Mette Jacobsen        | Dinamarca  | 52           |
| 8   | Christian Keller      | Alemania       | 53            | Antje Buschschulte    | Alemania   | 52           |
| 9   | Ryk Neethling         | Sudáfrica      | 43            | Sandra Volker         | Alemania   | 45           |
| 10  | Aleksandr Popov       | Rusia          | 42            | Franziska van Almsick | Alemania   | 42           |

## Lugares
| País                   | Ciudad                     | 88 89 | 89 90 | 91 | 91 92 | 93 | 94 | 95 | 96 | 97 | 98 | 98 99 | 99 00 | 00 01 | 01 02 | 02 03 | 03 04 | 04 05 | 05 06 | 07 | 08 | 09 | 10 | 11 | 12 | 13 | 14 | 15 | 16 | 17 | 18 | 19 | 21 | Total |
| ---------------------- | -------------------------- | ----- | ----- | -- | ----- | -- | -- | -- | -- | -- | -- | ----- | ----- | ----- | ----- | ----- | ----- | ----- | ----- | -- | -- | -- | -- | -- | -- | -- | -- | -- | -- | -- | -- | -- | -- | ----- |
| Australia              | Hobart                     |       |       |    |       |    |    |    |    |    |    | ●     | ●     |       |       |       |       |       |       |    |    |    |    |    |    |    |    |    |    |    |    |    |    | 2     |
| Australia              | Melbourne                  |       |       |    |       |    |    |    |    |    |    |       |       | ●     | ●     | ●     | ●     | ●     |       |    |    |    |    |    |    |    |    |    |    |    |    |    |    | 5     |
| Australia              | Sydney                     |       |       |    |       |    |    |    |    |    | ●  | ●     | ●     |       |       |       |       |       | ●     | ●  | ●  |    |    |    |    |    |    |    |    |    |    |    |    | 6     |
| Brasil                 | Belo Horizonte             |       |       |    |       |    |    |    |    |    |    |       |       |       |       |       | ●     | ●     | ●     | ●  | ●  |    |    |    |    |    |    |    |    |    |    |    |    | 5     |
| Brasil                 | Rio de Janeiro             |       |       |    |       |    |    |    |    |    | ●  | ●     | ●     | ●     | ●     | ●     |       |       |       |    |    | ●  | ●  |    |    |    |    |    |    |    |    |    |    | 7     |
| Canadá                 | Edmonton                   |       |       |    |       |    |    |    |    |    |    | ●     | ●     | ●     | ●     |       |       |       |       |    |    |    |    |    |    |    |    |    |    |    |    |    |    | 4     |
| Canadá                 | Montreal                   |       | ●     |    | ●     |    |    |    |    |    |    |       |       |       |       |       |       |       |       |    |    |    |    |    |    |    |    |    |    |    |    |    |    | 2     |
| Canadá                 | Toronto                    | ●     |       |    |       |    |    |    |    |    |    |       |       |       |       |       |       |       |       |    |    |    |    |    |    |    |    |    |    |    |    |    |    | 1     |
| Canadá                 | Victoria                   |       |       | ●  |       |    |    |    |    |    |    |       |       |       |       |       |       |       |       |    |    |    |    |    |    |    |    |    |    |    |    |    |    | 1     |
| China                  | Beijing                    |       |       |    |       | ●  | ●  |    | ●  | ●  | ●  | ●     |       |       |       |       |       |       |       |    |    |    | ●  | ●  | ●  | ●  | ●  | ●  | ●  | ●  | ●  |    |    | 15    |
| China                  | Jinan                      |       |       |    |       |    |    |    |    |    |    |       |       |       |       |       |       |       |       |    |    |    |    |    |    |    |    |    |    |    |    | ●  |    | 1     |
| China                  | Shanghai                   |       |       |    |       | ●  |    |    |    |    |    |       | ●     | ●     | ●     | ●     |       |       |       |    |    |    |    |    |    |    |    |    |    |    |    |    |    | 5     |
| Finlandia              | Espoo                      |       |       |    |       |    |    | ●  | ●  | ●  |    |       |       |       |       |       |       |       |       |    |    |    |    |    |    |    |    |    |    |    |    |    |    | 3     |
| Francia                | Chartres-Paris             |       |       |    |       |    |    |    |    |    |    |       |       |       |       |       |       |       |       |    |    |    |    |    |    |    |    | ●  | ●  |    |    |    |    | 2     |
| Francia                | Paris                      | ●     | ●     |    | ●     | ●  | ●  | ●  | ●  | ●  | ●  | ●     | ●     | ●     | ●     | ●     |       |       |       |    |    |    |    |    |    |    |    |    |    |    |    |    |    | 14    |
| Alemania               | Berlin                     | ●     | ●     |    |       |    |    |    |    |    |    |       | ●     | ●     | ●     | ●     | ●     | ●     | ●     | ●  | ●  | ●  | ●  | ●  | ●  | ●  |    |    | ●  | ●  |    | ●  | ●  | 20    |
| Alemania               | Bonn                       | ●     | ●     | ●  | ●     |    |    |    |    |    |    |       |       |       |       |       |       |       |       |    |    |    |    |    |    |    |    |    |    |    |    |    |    | 5     |
| Alemania               | Gelsenkirchen              |       |       |    |       | ●  | ●  | ●  | ●  | ●  | ●  | ●     |       |       |       |       |       |       |       |    |    |    |    |    |    |    |    |    |    |    |    |    |    | 7     |
| Alemania               | Rostock                    |       |       | ●  |       |    |    |    |    |    |    |       |       |       |       |       |       |       |       |    |    |    |    |    |    |    |    |    |    |    |    |    |    | 1     |
| Reino Unido            | Glasgow                    |       |       |    |       |    |    |    |    | ●  |    |       |       |       |       |       |       |       |       |    |    |    |    |    |    |    |    |    |    |    |    |    |    | 1     |
| Reino Unido            | Leicester                  |       | ●     |    | ●     |    |    |    |    |    |    |       |       |       |       |       |       |       |       |    |    |    |    |    |    |    |    |    |    |    |    |    |    | 2     |
| Reino Unido            | London                     | ●     |       |    |       |    |    |    |    |    |    |       |       |       |       |       |       |       |       |    |    |    |    |    |    |    |    |    |    |    |    |    |    | 1     |
| Reino Unido            | Sheffield                  |       |       | ●  |       | ●  | ●  | ●  | ●  |    | ●  | ●     | ●     | ●     |       |       |       |       |       |    |    |    |    |    |    |    |    |    |    |    |    |    |    | 9     |
| Hong Kong              | Hong Kong                  |       |       |    |       |    | ●  | ●  | ●  | ●  | ●  | ●     | ●     |       |       |       |       |       |       |    |    |    |    |    |    |    | ●  | ●  | ●  | ●  |    |    |    | 11    |
| Hungría                | Budapest                   |       |       |    |       |    |    |    |    |    |    |       |       |       |       |       |       |       |       |    |    |    |    |    |    |    |    |    |    |    | ●  | ●  | ●  | 3     |
| Italia                 | Desenzano                  |       | ●     |    |       |    | ●  |    |    |    |    |       |       |       |       |       |       |       |       |    |    |    |    |    |    |    |    |    |    |    |    |    |    | 2     |
| Italia                 | Imperia                    |       |       |    |       |    |    |    | ●  | ●  | ●  | ●     | ●     | ●     | ●     |       |       |       |       |    |    |    |    |    |    |    |    |    |    |    |    |    |    | 7     |
| Italia                 | Milan                      |       |       | ●  | ●     | ●  |    |    |    |    |    |       |       |       |       |       |       |       |       |    |    |    |    |    |    |    |    |    |    |    |    |    |    | 3     |
| Italia                 | Saint-Vincent              |       |       |    |       |    |    | ●  |    |    |    |       |       |       |       |       |       |       |       |    |    |    |    |    |    |    |    |    |    |    |    |    |    | 1     |
| Italia                 | Venice                     | ●     |       |    |       |    |    |    |    |    |    |       |       |       |       |       |       |       |       |    |    |    |    |    |    |    |    |    |    |    |    |    |    | 1     |
| Japón                  | Tokyo                      |       |       |    |       |    |    |    |    |    |    |       |       |       |       |       |       |       |       |    |    |    | ●  | ●  | ●  | ●  | ●  | ●  | ●  | ●  | ●  | ●  |    | 10    |
| Países Bajos           | Eindhoven                  |       |       |    |       |    |    |    |    |    |    |       |       |       |       |       |       |       |       |    |    |    |    |    |    | ●  |    |    |    | ●  | ●  |    |    | 3     |
| Catar                  | Doha                       |       |       |    |       |    |    |    |    |    |    |       |       |       |       |       |       |       |       |    |    |    |    |    | ●  | ●  | ●  | ●  | ●  | ●  | ●  | ●  | ●  | 9     |
| Rusia                  | Moscow                     |       |       |    |       |    |    |    |    |    |    |       |       |       |       |       | ●     | ●     | ●     | ●  | ●  | ●  | ●  | ●  | ●  | ●  | ●  | ●  | ●  | ●  |    |    |    | 14    |
| Rusia                  | Saint Petersburg           |       |       | ●  | ●     |    |    |    |    |    |    |       |       |       |       |       |       |       |       |    |    |    |    |    |    |    |    |    |    |    |    |    |    | 2     |
| Rusia                  | Kazan                      |       |       |    |       |    |    |    |    |    |    |       |       |       |       |       |       |       |       |    |    |    |    |    |    |    |    |    |    |    | ●  | ●  | ●  | 3     |
| Singapur               | Singapore                  |       |       |    |       |    |    |    |    |    |    |       |       |       |       |       |       |       |       | ●  | ●  | ●  | ●  | ●  | ●  | ●  | ●  | ●  | ●  | ●  | ●  | ●  |    | 13    |
| Sudáfrica              | Durban                     |       |       |    |       |    |    |    |    |    |    |       |       |       |       |       | ●     | ●     | ●     | ●  | ●  | ●  |    |    |    |    |    |    |    |    |    |    |    | 6     |
| Corea del Sur          | Daejon                     |       |       |    |       |    |    |    |    |    |    |       |       |       |       |       | ●     | ●     | ●     |    |    |    |    |    |    |    |    |    |    |    |    |    |    | 3     |
| España                 | Palma de Mallorca          |       |       |    | ●     |    |    |    |    |    |    |       |       |       |       |       |       |       |       |    |    |    |    |    |    |    |    |    |    |    |    |    |    | 1     |
| Suecia                 | Gothenburg                 | ●     | ●     |    |       |    |    |    |    |    |    |       |       |       |       |       |       |       |       |    |    |    | ●  |    |    |    |    |    |    |    |    |    |    | 3     |
| Suecia                 | Malmö                      |       |       | ●  | ●     | ●  | ●  | ●  | ●  | ●  | ●  | ●     | ●     |       |       |       |       |       |       |    |    |    |    |    |    |    |    |    |    |    |    |    |    | 10    |
| Suecia                 | Stockholm                  |       |       |    |       |    |    |    |    |    |    |       |       | ●     | ●     | ●     | ●     | ●     | ●     | ●  | ●  | ●  | ●  | ●  | ●  |    |    |    |    |    |    |    |    | 12    |
| Estados Unidos         | College Station, TX        |       |       |    |       |    |    |    |    |    |    | ●     |       |       |       |       |       |       |       |    |    |    |    |    |    |    |    |    |    |    |    |    |    | 1     |
| Estados Unidos         | Indianapolis, IN           | ●     |       |    |       |    |    |    |    |    |    |       |       |       |       |       |       |       |       |    |    |    |    |    |    |    |    |    |    |    |    |    |    | 1     |
| Estados Unidos         | New York, NY (East Meadow) |       |       |    |       |    |    |    |    |    |    |       |       |       | ●     | ●     | ●     | ●     | ●     |    |    |    |    |    |    |    |    |    |    |    |    |    |    | 5     |
| Estados Unidos         | Orlando, FL                |       | ●     |    |       |    |    |    |    |    |    |       |       |       |       |       |       |       |       |    |    |    |    |    |    |    |    |    |    |    |    |    |    | 1     |
| Estados Unidos         | Washington, D.C.           |       |       |    |       |    |    |    |    |    |    |       | ●     | ●     |       |       |       |       |       |    |    |    |    |    |    |    |    |    |    |    |    |    |    | 2     |
| Emiratos Árabes Unidos | Dubai                      |       |       |    |       |    |    |    |    |    |    |       |       |       |       |       |       |       |       |    |    |    | ●  |    | ●  | ●  | ●  | ●  | ●  |    |    |    |    | 6     |
| Total                  | Total                      | 8     | 8     | 7  | 8     | 7  | 7  | 7  | 8  | 8  | 9  | 12    | 12    | 10    | 9     | 7     | 8     | 8     | 8     | 7  | 7  | 5  | 7  | 7  | 8  | 8  | 7  | 8  | 9  | 8  | 7  | 7  | 4  |       |